# Helmut Pramstaller
Helmut Pramstaller, né le 3 juillet 1966, est un snowboardeur autrichien. 

## Palmarès

### Championnats du monde de snowboard
- Championnats du monde 1996 à Lienz (Autriche) :
  -  Médaille de bronze en slalom géant
  -  Médaille de bronze en slalom parallèle

- Championnats du monde 1997 à San Candido (Italie) :
  -  Médaille d'or en snowboardcross

### Coupe du monde
- 8 podiums dont 3 victoires en carrière.